# 自由民主党 (德国)

FDP logo 2013-2014

自由民主党（德語：Freie Demokratische Partei，缩写为），1968年—2001年期间缩写为，是德国的一个经济自由主义政党，是德国政坛中历史比较悠久的政党之一。尽管规模从未与基民盟和社民党抗衡，自由民主党作为联合政府的常客，在战后执政时间长达48年。维利·勃兰特辞职后，自由民主党政治家瓦尔特·谢尔也曾于1974年5月7日–5月16日短暂接任德国总理一职。
2025年德國聯邦議院選舉，自由民主党获得了4.33%的选票，是该党有史以来的最糟糕结果，也未能突破5%大关，因此在3月25日成立的新一届联邦议会没有席位。

## 政策取向

### 纲领
《威斯巴登基本原则》确定自由民主党当前的基本路线。

#### 经济政策
在德国联邦议院中，自由民主党是最为旗帜鲜明地主张经济自由主义的政党，有时候也被政治对手斥之为新自由主义的代理人。自由民主党认为全球化是大势所趋，对于德国是机会多于威胁。德国应该顺应时代潮流，加快进行政治、经济和社会的改革，以便在全球化的时代保持竞争力。自由民主党改革纲领的核心目标是改善投资环境，从而创造更多的就业机会。简化各种官僚机构和规章制度，改革劳资关系的传统。通过削简各种财政补助平衡预算，减少赤字。在税务制度上，敦促对世界第一庞杂的德国税法进行大刀阔斧的简化，将个人的收入税简化成三个等级的税率，分布为（15%, 25%, 35%）。不但坚决反对提高增值税，而且建议通过全面减税来刺激经济增长。对于社会福利制度，目前由国家财政支持的社会福利名目繁多，自由民主党主张将它们合并成单一的国民补助金，同时推广各种靠资本运作的私营福利实体，比如商业养老保险，补充甚至逐步取代目前的国家社会福利体系。

#### 社会政策
根据自民党的理念，最大的威胁莫过于无所不在的国家和以平均主义为基础的社会模式。“捍卫和扩大个人自由”是自由民主党的根本目标，进而提出了“更少国家，够用就好！”的口号，力求减少国家对公民的自由和私人生活的干涉。自民党支持政教分離，以各种扩大个人自由的社会改革方案，提倡教会要完全被排除在国家体制之外，各个政党应该和宗教团体保持相当的距离。国家反过来应该保护各种支持基本法和民法、尊重民主秩序的宗教团体。

#### 内政
对于传统法律中侵害个人自由的部分，FDP持反对态度。比较有争议的例如“扩大窃听范围法”: 1995年自民黨曾经发起过一次党内表决，三分之二的党员表示赞成“扩大窃听范围法”， 直接导致了持反对态度的联邦司法部长Sabine Leutheusser-Schnarrenberger辞职。1998年包括自民黨代表的多数联邦议会议员投票通过了“扩大窃听范围法”，一批持反对态度的自民黨員向联邦宪法法院提出诉讼，2004年联邦宪法法院最终判决“扩大窃听范围法”违宪。同时自民黨反对长期储存个人的电话和网络通讯记录。

#### 教育政策
自民黨力求加强学龄前教育。从四周岁起儿童就应该强制接受语言能力测试，语言能力较弱的——大部分是来自移民家庭的孩子将及时在学前语言强化班里提高语言能力。从3周岁开始到学前班其间，每个孩子都有权免费在幼儿园得到一个位置。从小学一年级开始，所有儿童都应该接受各种形式的外语教育。普及全日制小学，推行12年制基础教育，也是自民黨教育方针之一。
自民黨支持中小学实行“小学－初中－高中”三级体制，反对13年的“一体化学校”，这样学生能够根据自己的能力和兴趣获得最适合自己的教育环境。同时反对“德语书写标准改革”，为此自民黨2005年德国联邦选举的竞选纲领就是采用旧的书写标准。自民黨主张对高等教育收取学费，用来支持学校建设。废除对科学研究起限制作用的法律，加强德国作为高科技国家的地位。

#### 欧洲政策
自民黨将自己定位为一个推进欧洲一体化的政党，目标是实现一个在政治上一体化，而且有着共同对内对外安全防务政策的欧洲。对目前的欧盟宪法草案应该进行全民公决。统一的欧盟应该在政治上能够高效率做出决断，并且切实贯彻执行。自民黨原则上支持土耳其加入欧盟，当时当前进行的入盟谈判不应该预先设定任何结果。考虑到未来土耳其可能无法最终实现欧盟的基本条件，或者欧盟本身没有能力继续接纳一个大国作为新成员。谈判的最终目标除了土耳其作为欧盟的全权成员，议程中应该包括其他备用方案。谈判过程中一直要明确的是，欧盟自身的健康成长是要优先考虑的问题。

#### 党内派别
根据个人的兴趣和某些重要问题上的立场不同，自民党员和拥护者乐于将自己称为民权自由主义者和经济自由主义者。比如Sabine Leutheusser-Schnarrenberger, Gerhart Rudolf Baum和Burkhard Hirsch主要致力于法制国家和加强民权，而Otto Graf Lambsdorff, Rainer Brüderle, Carl-Ludwig Thiele和Hermann Otto Solms等则是经济自由主义的代表人物。这些团体一般被外界称为党内不同的阵营或者派别，当然党内不同派别并没有原则上分歧，而是所关心问题的领域和侧重点不同。

## 历史

### 组建
二战后，苏联占领区成立的亲苏联盟的泛德自由民主党（德语：Liberal-Demokratische Partei Deutschlands），但是在盟军占领区的德国未能成立支部。1945年9月，汉堡市成立了进步资本主义的自由民主党（德语：Partei Freier Demokraten，PFD），在1946年10月的汉堡州选举中得票18.2%。随后，西德地区各州都出现了名字类似的自由主义政党。随后，西德的泛德党派德国人民党（德语：Demokratische Partei Deutschlands，DPD）成立。由于内部矛盾，DPD很快就陷入了认同问题。
因此1948年12月11日，现代意义上的自由民主党在西德黑森州黑彭海姆正式成立，以纪念1847年德国自由派的黑彭海姆会议。自由民主党是由9个1945年形成的自由主义政党合并而成。而这9个自由党则是从1933年被纳粹取缔的，以中右翼德国人民党（DVP）和中左翼的德国民主党（DDP）的残存份子而组成。自由民主党的首任主席是特奥多尔·豪斯，原来曾是德国民主党成员，后来又曾成为德国人民党成员。由于基民盟最初是基督教社会主义的理念，自民党致力于二战德国老兵权益，以民族为导向的基本价值观也被用来赢得前国家社会主义者和纳粹国家官员的选票，其中最著名的是北非战场名将哈索·冯·曼陀菲尔。因此，自由民主党在西德初期具有明显的民族保守主义倾向，被划分到“极右翼”，席位位于基民盟的右边。
在1949年8月14日举行的首次联邦议院选举中，自民党赢得了 11.9% 的选票（其中 12 个直接授权，主要在符腾堡-巴登和黑森州），从而获得了 402 个席位中的 52 个1949年9月，自民党主席特奥多尔·豪斯当选为德意志联邦共和国第一任联邦总统。此后，自由民主党既和基民盟结盟执政，又和社民党结盟执政。
1990年德国统一之后，原东德地区的部分自由主义政党组织也加入进德国自由民主党。
2009年德国联邦议院选举，自民黨議席由61席增加至93席，其後聯合基民盟組建中右翼聯合政府，直至2013年輸掉了所有議席由93席減至0席。

### 红绿灯政府解体后（2024-）
2025年德國聯邦議院選舉，自民黨再次輸掉了所有議席由91席減至0席。党魁克里斯蒂安·林德纳、秘书长马尔科·布施曼和副主席贝蒂娜·斯塔克-沃辛格、联邦副主席约翰内斯·沃格尔、萨尔州主席奥利弗·卢克西奇均宣布辞职。外界推测新任自由民主党党魁可能由沃尔夫冈·库比茨基、玛丽-艾格尼丝·斯特拉克-齐默尔曼、克里斯蒂安·迪尔和琳达·图特伯格出任。 库比茨基和齐默尔曼作为党内经济自由派和民权自由派的领袖，任何一方当选都可能导致自民党两极分化。
3月，玛丽-艾格尼丝·斯特拉克-齐默尔曼表示无意竞选，并认为自由民主党的未来应该交给年轻人，呼吁沃尔夫冈·库比茨基放弃竞选。
增加国防开支的辩论中，克里斯蒂安·迪尔支持为德国联邦国防军再拨款2000亿。然而，自由民主党强调德国承担巨额债务是危险的，并且批评基民盟在组阁宣言中过于左派作风。林德纳称“你是谁，请从梅尔茨身上下来”，认为梅尔茨违反了很多竞选诺言

## 趣闻
德国女权主义杂志《艾玛》自2019年以来，编辑团队每年都会向他们认为年度最厌恶女性的男性颁发负面的“活着的性别歧视男子”奖。结果短短五年内，自由民主党的两位顶级政客克里斯蒂安·林德纳和玛丽-艾格尼丝·斯特莱克-齐默尔曼分别于2020年和2024年获得了该奖。 尽管后者是一个女子。针对后者的“歧视女性”指控理由为她“不需要处理生殖器和乳房就变成了男人”，全文的判断完全受艾玛编辑组的亲俄倾向驱使，编辑组将俄罗斯入侵乌克兰中发生的强奸罪归咎于对俄强硬派西方政客。
玛丽-艾格尼丝·斯特莱克-齐默尔曼随后讽刺道，爱丽丝·施瓦泽和《艾玛》的意见毫无价值，因为她们拒绝帮助战争受害者。

## 各州情况
| 联邦州 | 主席                               | 成员人數 | 地區協會數目 |
|        | Birgit Homburger                   | 7.100    | 37           |
|        | Sabine Leutheusser-Schnarrenberger | 4.500    | 61           |
| 柏林   | Markus Löning                      | 2.700    | 12           |
|        | Heinz Lanfermann                   | 1.600    | 11           |
|        | Peter Bollhagen                    | 400      | 5            |
| 汉堡   | Leif Schrader                      | 1.300    | 23           |
|        | Jörg-Uwe Hahn                      | 6.300    | 26           |
|        | Hans Kreher                        | 1.200    | 17           |
|        | Walter Hirche                      | 6.500    | 41           |
|        | Andreas Pinkwart                   | 17.000   | 50           |
|        | Rainer Brüderle                    | 5.100    | 25           |
|        | Christoph Hartmann                 | 1.300    | 3            |
|        | Holger Zastrow                     | 2.500    | 22           |
|        | Cornelia Pieper                    | 2.300    | 20           |
|        | Jürgen Koppelin                    | 2.500    | 15           |
|        | Uwe Barth                          | 2.200    | 18           |

- 自由民主党在柏林地区没有党组织，具体工作由该地区的协会组织进行管理。

## 選舉

### 聯邦議會
| 選舉 | 領袖                 | 政黨名單  | 政黨名單 | 席次     | 席次 | 席次     | 政府               |
| 選舉 | 領袖                 | #         | %        | #        | ±    | Position | 政府               |
| ---- | -------------------- | --------- | -------- | -------- | ---- | -------- | ------------------ |
| 1949 | Franz Blücher        | 2,829,920 | 11.9     | 52 / 410 | ━    | ━ 3rd    | CDU/CSU – FDP – DP |
| 1953 | Franz Blücher        | 2,629,163 | 9.5      | 53 / 509 | ▲ 1  | ━ 3rd    | CDU/CSU – FDP – DP |
| 1957 | Reinhold Maier       | 2,307,135 | 7.7      | 43 / 519 | ▼ 10 | ━ 3rd    | 反對黨             |
| 1961 | Erich Mende          | 4,028,766 | 12.8     | 67 / 521 | ▲ 24 | ━ 3rd    | CDU/CSU – FDP      |
| 1965 | Erich Mende          | 3,096,739 | 9.5      | 50 / 518 | ▼ 17 | ━ 3rd    | CDU/CSU – FDP      |
| 1969 | 瓦尔特·谢尔          | 1,903,422 | 5.8      | 31 / 518 | ▼ 19 | ━ 3rd    | SPD – FDP          |
| 1972 | 瓦尔特·谢尔          | 3,129,982 | 8.4      | 42 / 518 | ▲ 11 | ━ 3rd    | SPD – FDP          |
| 1976 | 汉斯-迪特里希·根舍   | 2,995,085 | 7.9      | 40 / 518 | ▼ 2  | ━ 3rd    | SPD – FDP          |
| 1980 | 汉斯-迪特里希·根舍   | 4,030,999 | 10.6     | 54 / 519 | ▲ 14 | ━ 3rd    | SPD – FDP          |
| 1983 | 汉斯-迪特里希·根舍   | 2,706,942 | 6.9      | 35 / 520 | ▼ 19 | ━ 3rd    | CDU/CSU – FDP      |
| 1987 | 马丁·班格曼          | 3,440,911 | 9.1      | 48 / 519 | ▲ 13 | ━ 3rd    | CDU/CSU – FDP      |
| 1990 | Otto Graf Lambsdorff | 5,123,233 | 11.0     | 79 / 662 | ▲ 31 | ━ 3rd    | CDU/CSU – FDP      |
| 1994 | 克劳斯·金克尔        | 3,258,407 | 6.9      | 47 / 672 | ▼ 32 | ▼ 4th    | CDU/CSU – FDP      |
| 1998 | Wolfgang Gerhardt    | 3,080,955 | 6.2      | 43 / 669 | ▼ 4  | ━ 4th    | 反對黨             |
| 2002 | 基多·威斯特威勒      | 3,538,815 | 7.4      | 47 / 603 | ▲ 4  | ━ 4th    | 反對黨             |
| 2005 | 基多·威斯特威勒      | 4,648,144 | 9.8      | 61 / 614 | ▲ 14 | ▲ 3rd    | 反對黨             |
| 2009 | 基多·威斯特威勒      | 6,316,080 | 14.6     | 93 / 622 | ▲ 32 | ━ 3rd    | CDU/CSU – FDP      |
| 2013 | 菲利普·罗斯勒        | 2,083,533 | 4.8      | 0 / 631  | ▼ 93 | ━        | 院外政黨           |
| 2017 | 克里斯蒂安·林德納    | 4,997,178 | 10.7     | 80 / 709 | ▲ 80 | ▲ 4th    | 反對黨             |
| 2021 | 克里斯蒂安·林德納    | 5,316,698 | 11.5     | 92 / 735 | ▲ 12 | ━ 4th    | SDP – 綠黨 - FDP   |
| 2025 | 克里斯蒂安·林德納    | 2,148,757 | 4.33     | 0 / 735  | ▼ 91 | ▼ 7th    | 院外政黨           |

### 歐洲議會
| 選舉年 | 得票      | 得票率% 及排名 | 席次    | +/– |
| ------ | --------- | -------------- | ------- | --- |
| 1979   | 1,662,621 | 5.9 (#4)       | 4 / 81  | ▲ 4 |
| 1984   | 1,192,624 | 4.8 (#5)       | 0 / 81  | ▼ 4 |
| 1989   | 1,576,715 | 5.6 (#6)       | 4 / 81  | ▲ 4 |
| 1994   | 1,442,857 | 4.1 (#6)       | 0 / 99  | ▼ 4 |
| 1999   | 820,371   | 3.0 (#6)       | 0 / 99  | ━   |
| 2004   | 1,565,431 | 6.1 (#6)       | 7 / 99  | ▲ 7 |
| 2009   | 2,888,084 | 11.0 (#4)      | 12 / 99 | ▲ 5 |
| 2014   | 986,253   | 3.3 (#7)       | 3 / 96  | ▼ 9 |
| 2019   | 2,028,353 | 5.4 (#7)       | 5 / 96  | ▲ 2 |
| 2024   | 2,061,334 | 5.2 (#6)       | 5 / 96  | ━   |

### 地方議會
| 州議會                | 選舉年 | 得票    | 得票率% 及排名 | 席次     | 席次增減 | 執政或否                 |
| --------------------- | ------ | ------- | -------------- | -------- | -------- | ------------------------ |
| 巴登-符腾堡           | 2021   | 508,278 | 10.5 (#4)      | 18 / 143 | ▲ 6      | 反對黨                   |
| 巴伐利亞              | 2023   | 413,595 | 3.0 (#6)       | 0 / 205  | ▼ 11     | 議會外                   |
| 柏林                  | 2023   | 70,416  | 4.6 (#6)       | 0 / 147  | ▼ 12     | 議會外                   |
| 勃兰登堡              | 2024   | 12,475  | 0.8 (#10)      | 0 / 88   | ━ 0      | 議會外                   |
| 不來梅                | 2023   | 64,155  | 5.1 (#6)       | 5 / 84   | ━ 0      | 反對黨                   |
| 汉堡                  | 2025   |         | 2.3 (#7)       | 0 / 121  | ▼ 1      | 議會外                   |
| 黑森                  | 2023   | 141,608 | 5.0 (#5)       | 8 / 137  | ▼ 3      | 反對黨                   |
| 下萨克森              | 2022   | 170,298 | 4.7 (#5)       | 0 / 146  | ▼ 11     | 議會外                   |
| 梅克伦堡-前波美拉尼亚 | 2021   | 52,945  | 5.8 (#6)       | 5 / 79   | ▲ 5      | 反對黨                   |
| 北莱茵-威斯特法伦     | 2022   | 418,460 | 5.9 (#4)       | 12 / 195 | ▼ 16     | 反對黨                   |
| 莱茵兰-普法尔茨       | 2021   | 106,835 | 5.5 (#5)       | 6 / 101  | ▼ 1      | 社民黨 - 綠黨 - 自民黨   |
| 薩爾蘭                | 2022   | 21,618  | 4.8 (#5)       | 0 / 51   | ━ 0      | 議會外                   |
| 萨克森                | 2024   | 20,995  | 0.9 (#10)      | 0 / 120  | ━ 0      | 議會外                   |
| 萨克森-安哈尔特       | 2021   | 68,277  | 6.4 (#5)       | 7 / 97   | ▲ 7      | 基民盟 - 社民黨 - 自民黨 |
| 石勒苏益格-荷尔斯泰因 | 2022   | 88,613  | 6.4 (#4)       | 5 / 69   | ▼ 4      | 反對黨                   |
| 圖林根                | 2024   | 13,591  | 1.1 (#8)       | 0 / 88   | ▼ 5      | 議會外                   |

## 人物

### 曾參與聯合政府的自由民主黨成员

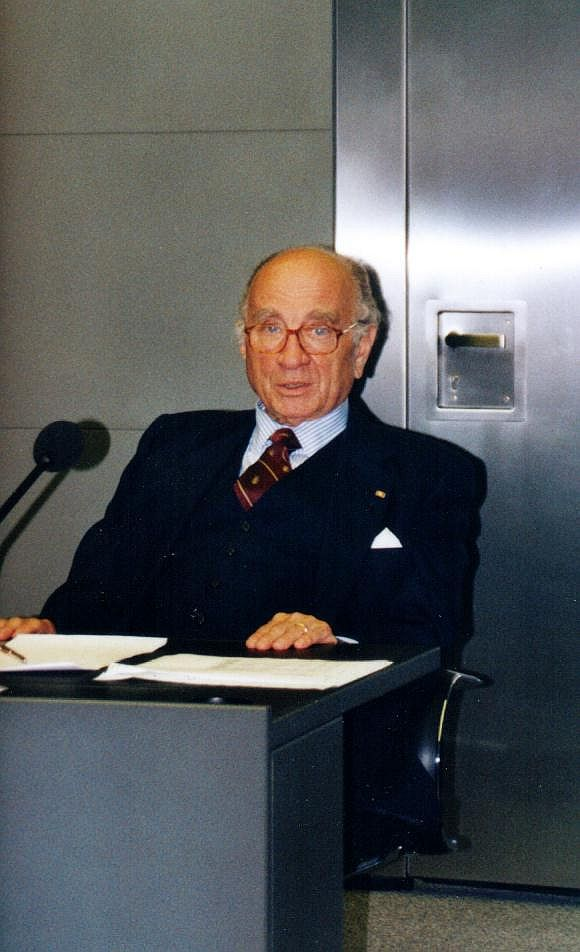
Otto Graf Lambsdorff

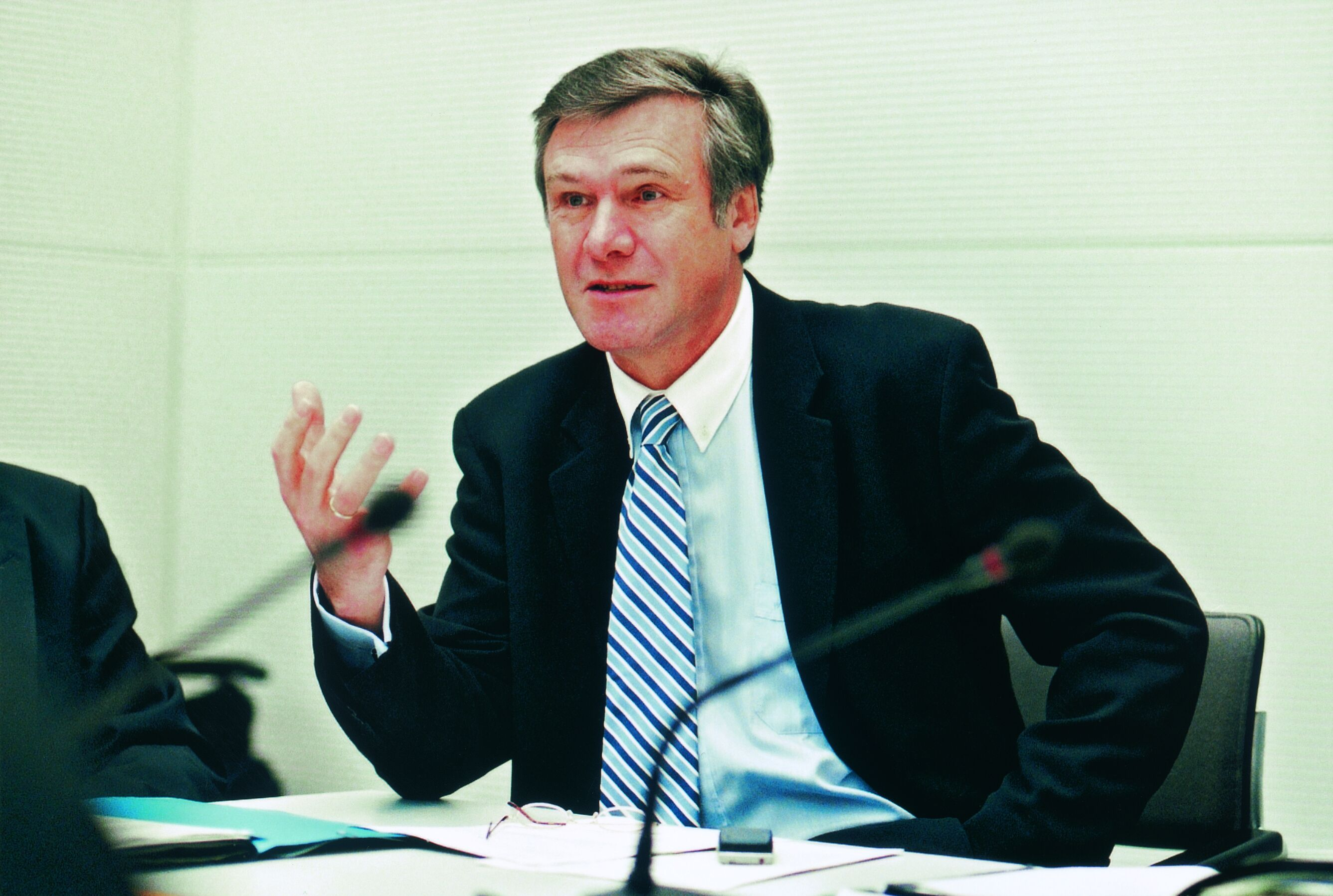
Wolfgang Gerhardt

- 马丁·班格曼，经济部长（1984－1988）
- Josef Ertl，食品农业和森林部长（1969－1983）
- Hans Friderichs，经济部长（1972－1977）
- 汉斯-迪特里希·根舍内务部长（1969－1974），外交部长（1974－1992）
- Helmut Haussmann，经济部长（1988－1991）
- 克劳斯·金克尔，司法部长（1991－1992），国防部长（1992－1998）
- Otto Graf Lambsdorff，经济部长（1977－1984）
- Sabine Leutheusser-Schnarrenberger，司法部长（1992－1996）
- Jürgen W. Möllemann，教育和研究部长（1987－1991），经济部长（1991－1993）
- Günter Rexrodt，经济部长（1993－1998）
- 瓦尔特·谢尔，经济合作部长（1961－1966）
- Edzard Schmidt-Jortzig，司法部长（1996－1998）
- 克里斯蒂安·林德納，財政部长（2021－）
- 馬可·布施曼，司法部长（2021－）
- 沃爾克·威辛，交通及數位基礎設施部长（2021－）
- 貝蒂娜·斯塔克-瓦青格（英语：Bettina Stark-Watzinger），教育及研究部长（2021－）

### 著名成员
- 鲁道夫·奥格斯坦，常年担任新闻杂志《明镜周刊》主编
- Hans-Artur Bauckhage，莱茵普法兹经济部长（1998始）
- 托马斯·巴赫，运动员，世界冠军
- Karl-Hermann Flach，常务秘书（1971–73）,Initiator der Freiburger Thesen
- Wolfgang Haußmann, Von 1953–1966 Baden-Württemberg司法部长, Mitbegründer des Widerstandskreis „Rettet Stuttgart“.
- Hermann Höpker-Aschoff，Parlamentarischer Rat成员，首任德国联邦宪法法庭大法官（1951–54）
- Emilie Kiep-Altenloh，汉堡Senatorin 1953–61 (u. a. für Jugend und Soziales), Namensgeberin der gleichnamigen Stiftung in 汉堡
- Marie-Elisabeth Lüders，女权主义者, Alterspräsidentin des Bundestages（1953–61）
- Reinhold Maier, 1952年Baden-Württemberg首位州长, 1957–60联邦主席, 1960–71荣誉主席
- Helmut Markwort, 焦点杂志主编
- Robert Philipp Nöll von der Nahmer，金融学家
- Karl-Heinz Paqué, Sachsen-Anhalt金融部长（seit 2002）